# Grammy Award al miglior album blues tradizionale
Il Grammy Award al miglior album blues tradizionale (Grammy Award for Best Traditional Blues Album) è un Grammy Award assegnato dal 1983 al 2011 e poi nuovamente dal 2017.
Fino al 1992 fu conosciuto come Grammy Award alla miglior interpretazione blues tradizionale (Best Traditional Blues Performance).
Dal 2001 al 2003 fu assegnato anche ai produttori oltre che agli artisti.
A partire dal 2012 il premio è stato fuso con la categoria miglior album blues contemporaneo, per formare la nuova categoria miglior album blues. Dal 2016 le due categorie sono state nuovamente divise.

## Vincitori e candidati

### Miglior interpretazione blues tradizionale

#### Anni 1980
- 1983

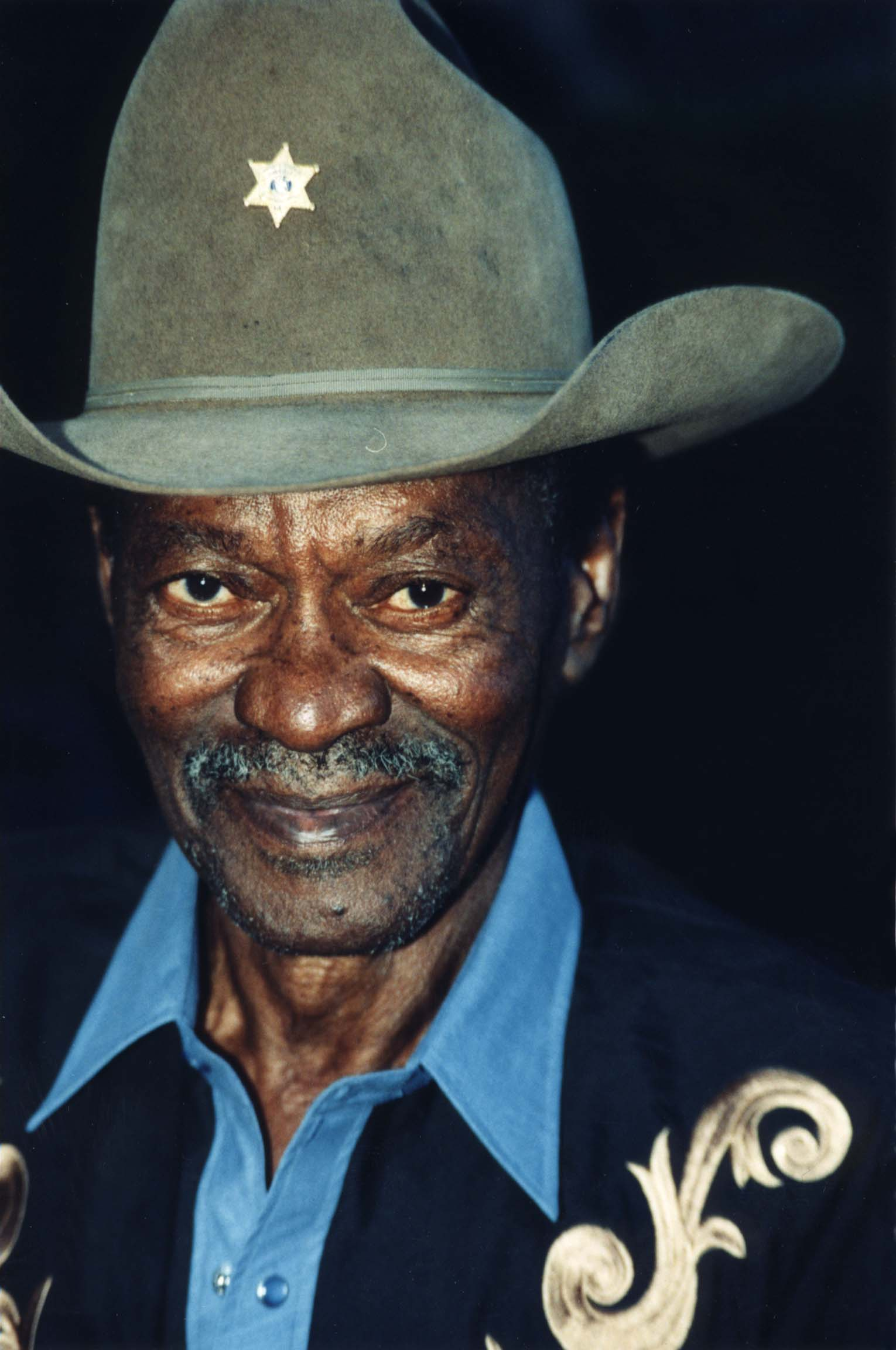
Clarence "Gatemouth" Brown il primo a ricevere questo premio.

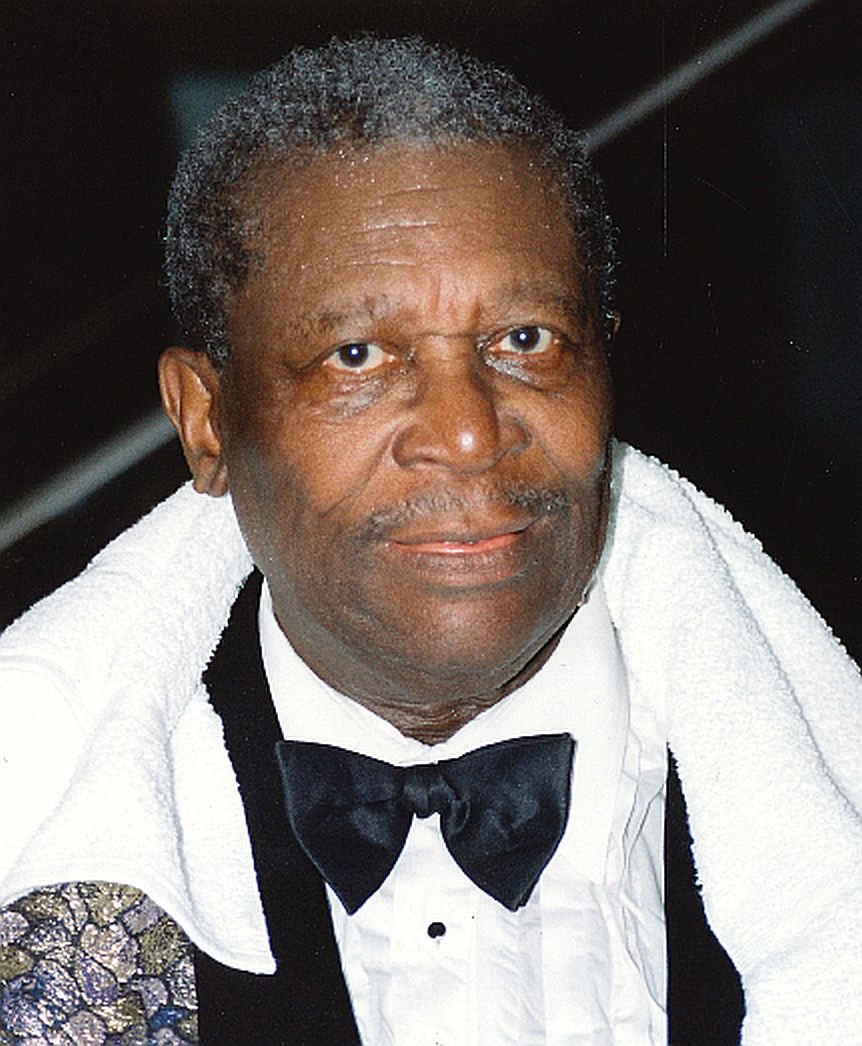
B.B. King ha ricevuto 10 premi in questa categoria.

  - Clarence "Gatemouth" Brown - Alright Again
  - Johnny Otis – The New Johnny Otis Show
  - Hound Dog Taylor & the HouseRockers – Genuine Houserocking Music
  - Eddie "Cleanhead" Vinson e Roomful of Blues – He Was a Friend of Mine
  - Sippie Wallace – Sippie
- 1984
  - B.B. King - Blues 'N' Jazz
  - Clarence "Gatemouth" Brown – One More Mile
  - Albert King – San Francisco '83
  - Big Joe Turner e Roomful of Blues – Blues Train
  - Stevie Ray Vaughan e Double Trouble – Texas Flood
- 1985
  - John P. Hammond, Stevie Ray Vaughan & Double Trouble, Sugar Blue, Koko Taylor & the Blues Machine, Luther "Guitar Junior" Johnson e J. B. Hutto & the New Hawks - Blues Explosion
  - Bobby Bland – You've Got Me Loving You
  - Albert King – I'm in a Phone Booth, Baby
  - Big Joe Turner – Kansas City Here I Come
  - Johnny Winter – Guitar Slinger
- 1986
  - B.B. King - My Guitar Sings the Blues
  - Bobby Bland – Members Only
  - Roy Buchanan – When a Guitar Plays the Blues
  - Koko Taylor – Queen of the Blues
  - Big Joe Turner e Jimmy Witherspoon – Patcha, Patcha, All Night Long
  - Big Joe Turner con Knocky Parker & His Houserockers – Big Joe Turner with Knocky Parker & His Houserockers
  - Johnny Winter – Serious Business
- 1987
  - Albert Collins, Johnny Copeland e Robert Cray - Showdown!
  - Clarence "Gatemouth" Brown – Pressure Cooker
  - James Cotton – Live from Chicago: Mr. Superharp Himself!
  - Willie Dixon – Live! Backstage Access
  - John Lee Hooker – Jealous
- 1988
  - Professor Longhair - Houseparty New Orleans Style
  - Albert Collins – Cold Snap
  - James Cotton – Take Me Back
  - Koko Taylor – Live from Chicago: An Audience with the Queen
  - Eddie "Cleanhead" Vinson – Old Maid Boogie
- 1989
  - Willie Dixon - Hidden Charms
  - Johnny Copeland – Ain't Nothin' But a Party
  - James Cotton – Live at Antone's Nightclub
  - Guitar Slim Jr. – Story of My Life
  - Rockin' Dopsie – Saturday Night Zydeco

#### Anni 1990
- 1990

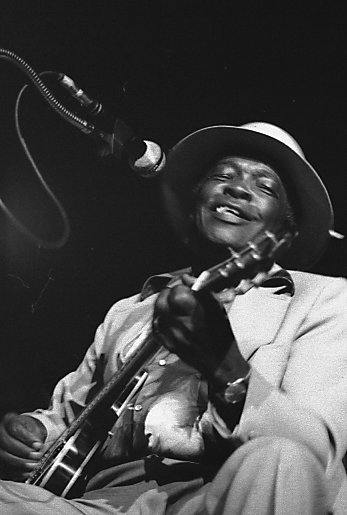
John Lee Hooker ha ricevuto 3 premi, in questa categoria.

  - Bonnie Raitt e John Lee Hooker - I'm In the Mood
  - Ruth Brown – If I Can't Sell It, I'll Keep Sitting on It
  - Willie Dixon – Ginger Ale Afternoon
  - John Lee Hooker – The Healer
  - Memphis Slim – Memphis Blues: The Paris Sessions
- 1991
  - B.B. King - Live at San Quentin
  - Clarence "Gatemouth" Brown – Standing My Ground
  - Ruth Brown e Linda Hopkins – T'aint Nobody's Bizness If I Do
  - John Lee Hooker, Earl Palmer, Tim Drummond, Miles Davis e Roy Rogers – Coming to Town
  - Little Milton – Too Much Pain

### Miglior album blues tradizionale

#### Anni 1990
- 1992
  - Live at the Apollo - B.B. King
  - All My Life - Charles Brown
  - Johnnie B. Bad - Johnnie Johnson
  - Mr. Lucky - John Lee Hooker
  - Mule Bone - Taj Mahal
- 1993

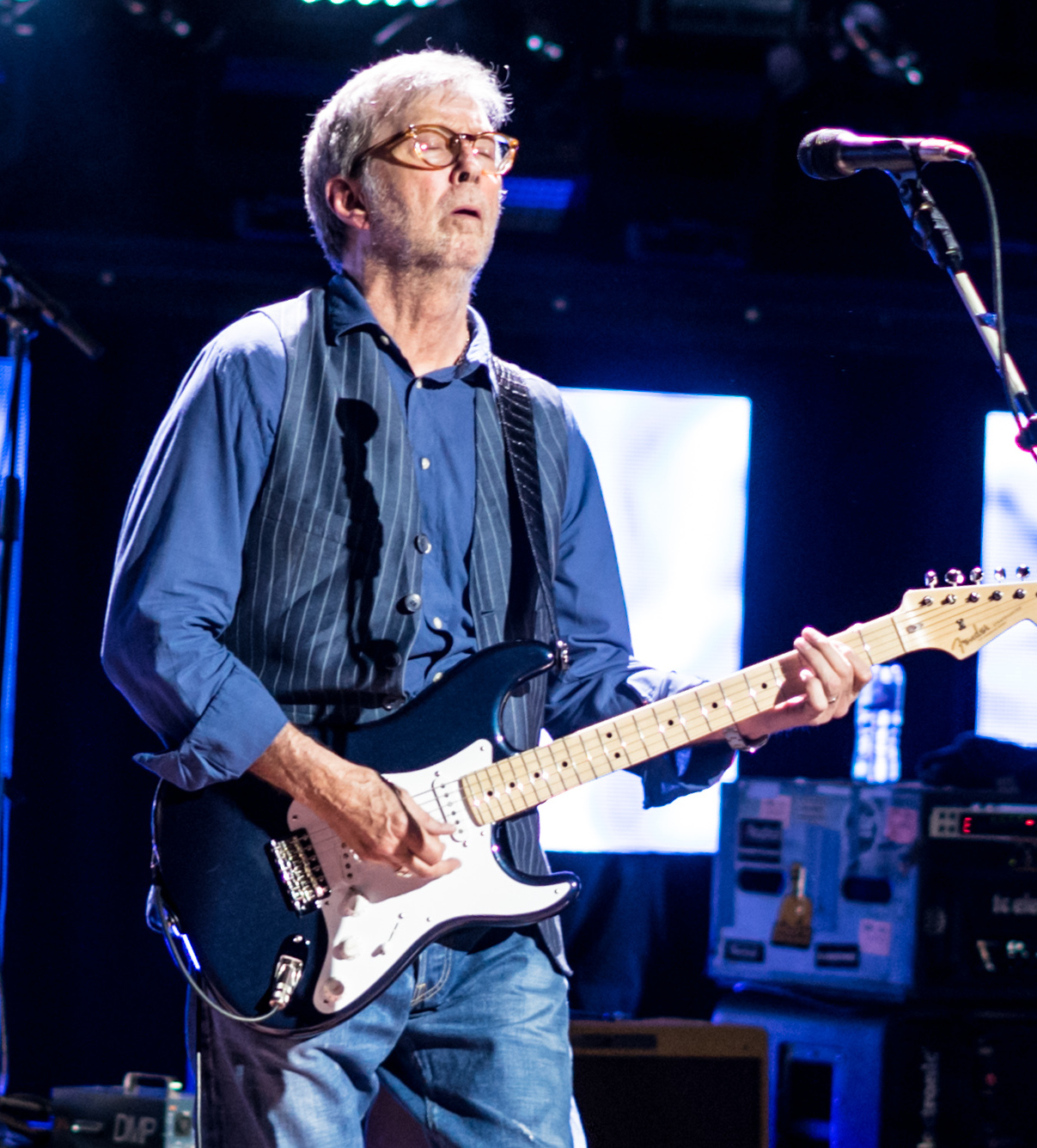
Eric Clapton vincitore nel 1995 e nel 2001.

  - Goin' Back to New Orleans - Dr. John
  - Someone to Love - Charles Brown
  - No Looking Back - Clarence "Gatemouth" Brown
  - Got Love If You Want It - John P. Hammond
  - Roots of Rhythm and Blues: A Tribute to the Robert Johnson Era - AA.VV.
- 1994
  - Blues Summit - B.B. King
  - Collins Mix: The Best Of - Albert Collins
  - Boom Boom - John Lee Hooker
  - Dancing the Blues - Taj Mahal
  - The Alligator Records 20th Anniversary Tour - AA.VV.
- 1995
  - From the Cradle - Eric Clapton
  - Living the Blues - James Cotton
  - Trouble No More - John P. Hammond
  - In My Time - Charlie Musselwhite
  - Ain't Enough Comin' In - Otis Rush
- 1996
  - Chill Out - John Lee Hooker
  - Charles Brown's Cool Christmas Blues - Charles Brown
  - Them Update Blues - Lowell Fulson
  - The Last Real Texas Blues Band featuring Doug Sahm - The Last Real Texas Blues Band ft. Doug Sahm
  - Turn It On! Turn It Up! - Roomful of Blues
- 1997
  - Deep in the Blues - James Cotton
  - Found True Love - John P. Hammond
  - You're Gonna Miss Me (When I'm Dead & Gone) - The Muddy Waters Tribute Band
  - Come on in This House - Junior Wells con Guest Slide Guitarists
  - Live at the Mint - Jimmy Witherspoon
- 1998
  - Don't Look Back - John Lee Hooker
  - R + B = Ruth Brown - Ruth Brown
  - Rough News - Charlie Musselwhite
  - Born in the Delta - Pinetop Perkins
  - Live at Buddy Guy's Legends - Junior Wells
- 1999
  - Any Place I'm Going - Otis Rush
  - A Tribute to Howlin' Wolf - Henry Gray, Calvin Jones, Sam Lay, Colin Linden e Hubert Sumlin con Special Guests
  - Long as I Have You - John P. Hammond
  - Got to Find a Way - Luther "Guitar Junior" Johnson e The Magic Rockers
  - I Got to Find Me a Woman - Robert Lockwood Jr.

#### Anni 2000
- 2000
  - Blues on the Bayou - B.B. King

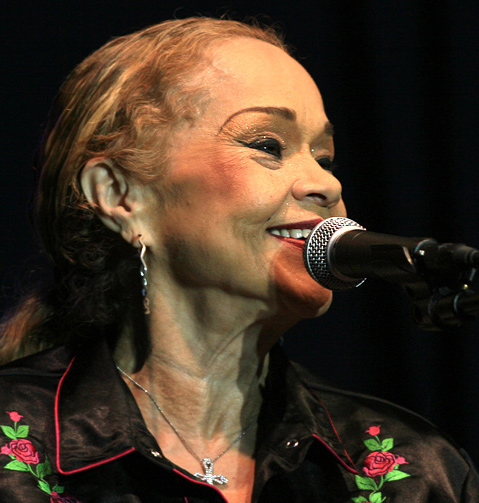
Etta James, vincitrice nel 2005.

  - Memphis Monday Morning - Bobby "Blue" Bland
  - A Good Day for the Blues - Ruth Brown
  - Blues Everywhere I Go - Odetta
  - Legends - Pinetop Perkins ed Hubert Sumlin
- 2001
  - Riding With the King - B.B. King ed Eric Clapton
  - Superharps - James Cotton, Billy Branch, Charlie Musselwhite e Sugar Ray Norcia
  - Let the Good Times Roll - B.B. King
  - Delta Crossroads - Robert Lockwood Jr.
  - Milk Cow Blues - Willie Nelson
- 2002
  - Do You Get the Blues? - Jimmie Vaughan
  - Richland Woman Blues - Maria Muldaur e AA.VV.
  - Here and Now - Ike Turner e The Kings of Rhythm
  - Memphis Blood: The Sun Sessions - James Blood Ulmer
  - Hellhound on My Trail: The Songs of Robert Johnson - AA.VV.
- 2003
  - A Christmas Celebration of Hope - B.B. King
  - Burnside on Burnside - R. L. Burnside
  - 35th Anniversary Jam of the James Cotton Blues Band - James Cotton Blues Band
  - Down in the Alley - Alvin Youngblood Hart
  - Preachin' the Blues: The Music of Mississippi Fred McDowell - AA.VV.
- 2004
  - Blues Singer - Buddy Guy
  - Rock ‘n’ Roll City - Eddy "The Chief" Clearwater ft. Los Straitjackets
  - Goin' to Kansas City - Jay McShann
  - That’s Right! - Roomful of Blues
  - Lookin' for Trouble! - Kim Wilson
- 2005
  - Blues to the Bone - Etta James
  - Me and Mr. Johnson - Eric Clapton
  - Baby, Don't You Tear My Clothes - James Cotton
  - Blues with a Vengeance - John Lee Hooker Jr.
  - Ladies Man - Pinetop Perkins
- 2006
  - B. B. King & Friends: 80 - B.B. King & Friends
  - Live! Down the Road - Marcia Ball
  - In Your Arms Again - John P. Hammond
  - Sweet Lovin' Ol' Soul - Maria Muldaur
  - About Them Shoes - Hubert Sumlin
- 2007
  - Risin' with the Blues - Ike Turner
  - Brother to the Blues - Tab Benoit con Louisiana's LeRoux
  - Bronx in Blue - Dion
  - People Gonna Talk - James Hunter
  - Guitar Groove-A-Rama - Duke Robillard
- 2008
  - Last of the Great Mississippi Delta Bluesmen: Live In Dallas - Henry Townsend, Pinetop Perkins, Robert Lockwood Jr. e David Honeyboy Edwards
  - Pinetop Perkins on the 88's – Live in Chicago - Pinetop Perkins
  - Live... and in Concert from San Francisco - Otis Rush
  - 10 Days Out: Blues from the Backroads - Kenny Wayne Shepherd ft. AA.VV.
  - Old School - Koko Taylor
- 2009[1]
  - One Kind Favor - B.B. King
  - The Blues Rolls On - Elvin Bishop
  - Skin Deep - Buddy Guy
  - All Odds Against Me - John Lee Hooker Jr.
  - Pinetop Perkins & Friends - Pinetop Perkins & Friends

#### Anni 2010
- 2010[2]

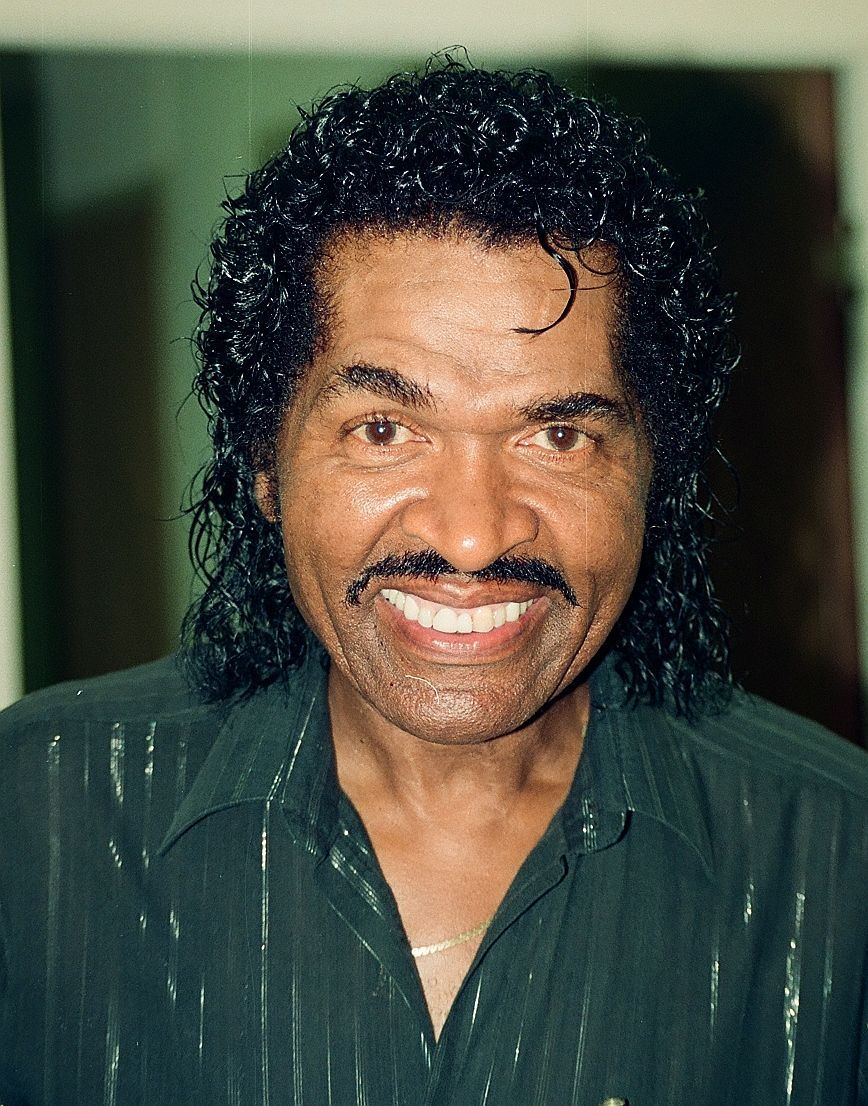
Bobby Rush, vincitore nel 2017, nel 2021 e nel 2024.

  - A Stranger Here - Ramblin' Jack Elliott
  - Blue Again! - The Mick Fleetwood Band ft. Rick Vito
  - Rough & Tough - John P. Hammond
  - Stomp! The Blues Tonight - Duke Robillard
  - Chicago Blues: A Living History - AA.VV.
- 2011[3]
  - Joined at the Hip - Pinetop Perkins & Willie "Big Eyes" Smith
  - Giant - James Cotton
  - Memphis Blues - Cyndi Lauper
  - The Well - Charlie Musselwhite
  - Plays Blues, Ballads & Favorites - Jimmie Vaughan
- 2017
  - Porcupine Meat - Bobby Rush
  - Can't Shake This Feeling - Lurrie Bell
  - Live at the Greek Theatre - Joe Bonamassa
  - Blues & Ballads (A Folksinger's Songbook: Volumes I & II) - Luther Dickinson
  - The Soul of Jimmie Rodgers - Vasti Jackson
- 2018
  - Blue & Lonesome - The Rolling Stones
  - Migration Blues - Eric Bibb
  - Elvin Bishop's Big Fun Trio - Elvin Bishop's Big Fun Trio
  - Roll and Tumble - R.L. Boyce
  - Sonny & Brownie's Last Train - Guy Davis e Fabrizio Poggi
- 2019
  - The Blues Is Alive and Well - Buddy Guy
  - Something Smells Funky 'Round Here - Elvin Bishop's Big Fun Trio
  - Benton County Relic - Cedric Burnside
  - No Mercy In This Land - Ben Harper e Charlie Musselwhite
  - Don't You Feel My Leg (The Naughty Bawdy Blues of Blue Lu Barker) - Maria Muldaur

#### Anni 2020
- 2020[4]
  - Tall, Dark and Handsome - Delbert McClinton & the Self-Made Men + Dana
  - Kingfish - Christone "Kingfish" Ingram
  - Sitting on Top of the Blues - Bobby Rush
  - Baby, Please Come Home - Jimmie Vaughan
  - Spectacular Class - Jontavious Willis
- 2021[5]
  - Rawer Than Raw - Bobby Rush
  - All My Dues Are Paid - Frank Bey
  - You Make Me Feel - Don Bryant
  - That's What I Heard - Robert Cray Band
  - Cypress Grove - Jimmy "Duck" Holmes
- 2022[6]
  - I Be Trying - Cedric Burnside
  - 100 Years of Blues - Elvin Bishop e Charlie Musselwhite
  - Traveler's Blues - Blues Traveler
  - Be Ready When I Call You - Guy Davis
  - Take Me Back - Kim Wilson
- 2023[7]
  - Get On Board - Taj Mahal e Ry Cooder
  - Heavy Load Blues - Gov't Mule
  - The Blues Don't Lie - Buddy Guy
  - The Sun Is Shining Down - John Mayall
  - Mississippi Son - Charlie Musselwhite
- 2024[8][9]
  - All My Love for You – Bobby Rush
  - Ridin' – Eric Bibb
  - The Soul Side of Sipp – Mr. Sipp
  - Life Don't Miss Nobody – Tracy Nelson
  - Teardrops for Magic Slim Live at Rosa's Lounge – John Primer

- 2025[10]
  - Swingin' Live at The Church in Tulsa – The Taj Mahal Sextet
  - Hill Country Love – Cedric Burnside
  - Struck Down – The Fabulous Thunderbirds
  - One Guitar Woman – Sue Foley
  - Sam's Place – Little Feat